# Escribano de cámara
El escribano de cámara era un oficio de palacio que se encargaba de llevar la cuenta de lo que había en la cámara. También denominaba al que asistía a las salas de las audiencias o de un tribunal supremo para la sustanciación de los negocios o para recibir los pedimentos y expedientes, dar cuenta de ellos, extender los autos o decretos y expedir los despachos o provisiones.

## El oficio de Palacio
Este oficio era muy nescesario en la casa real para lo que convenía a la buena cuenta del camarero. El escribano, después del camarero, era el oficio y oficial segundo en la cámara porque de todo lo que entraba y salía de ella tenía que tener razón y cuenta de cómo se traía o se llevaba. Tenía que firmar en el libro manual (alias borrador), que tenía a su cargo el mozo de cámara de las llaves, así del recibo como de la fecha, por lo que era oficio de mucha confianza y crédito. Estaba al tanto de las compras de lo que  venía a la cámara: paños, holandas, brocados y otras muchas cosas de cualquier género. 
Convenía que fuera escribano de los reinos porque algunas veces era necesario que diera fe de algunas cosas y que firmara algunos autos y escrituras. Tenía que tener buen salario y raciones, tanto de quitación como en la despensa y cera para su gasto ordinario y servicio de su casa. El oficio en sí requería una persona de autoridad y de buenas habilidades y diligencia y que tuviera gentil pluma, fuera buen contador y versado en las cosas de la cámara.